# Prijevoj Flexen
Prijevoj Flexen je visoki planinski prijevoj u austrijskim Alpama u saveznoj zemlji Vorarlbergu. Nalazi se na nadmorskoj visini od 1773 metra.
Povezuje gornju dolinu rijeke Lech između Wartha, Lecha i Zürsa s Klostertalom kod Stubena.

## Promet
Cesta preko prijevoja izgrađena je 1940. godine i vodi do ceste preko prijevoja Arlberg. Postala je nužnost kada je željeznica Arlberg otvorena 1884. godine. Prije toga, promet se uglavnom odvijao preko Tannberga preko Oberstdorfa.
Prvi dio ceste otvoren je u listopadu 1897. do prijevoja. U početku je cesta bila zaštićena zaštitnim pokrivačima od opasnosti od lavina, ali je na kraju izgrađen tunel, a potom i most preko Hölltobela. Cesta je bila široka samo 3 metra. Godine 1909. završena je cesta u dolinu Lecha u Tirolu. Od 1936. prijevoj je otvoren zimi. Od 1948. sredstva iz Marshallova plana koriste se za poboljšanje ceste i njezinu sigurnost od lavina.
Godine 2000. otkriveni su planovi za tunel od Stubena do Zürsa. Međutim, od tunela se odustalo zbog nedostatka sredstava.

## Vanjske poveznice
|  | Zajednički poslužitelj ima još gradiva o temi Prijevoj Flexen |